# إيدي كينغ
إيدي كينغ (بالإنجليزية: Eddy King)‏ هو دراج أمريكي، ولد في 9 أكتوبر 1964 في الفلبين.